# Башня Вильгельмины
Башня Вильгельмины (нидерл. Wilhelminatoren) — смотровая башня в голландском муниципалитете Валкенбюрг-ан-де-Гёл. Названа в честь королевы Нидерландов Вильгельмины, правившей с 1890 по 1948 год. 30-метровый памятник 1906 года постройки возвышался на 140 метров над уровнем моря (70 метров над долиной реки Гёл) на узком гребне горы Хейнсберг, на северном конце которой находятся руины Валкенбурга. Башня обрушилась ранним утром 16 марта 2025 года.

## История
Инициатором строительства башни стал Kurcomité Falcobergia, ассоциация, основанная в 1895 году, конкурирующая с туристической ассоциацией Валкенбурга Het Geuldal, которая была основана десятью годами ранее. Целью обеих организаций было продвижение зарождающейся туристической индустрии в Валкенбурге, при этом частные интересы также играли свою роль. В 1898 году Het Geuldal построила деревянную смотровую башню в Ротпарке на Кауберге. Она была снесена в 1910 году. Башня Вильгельмины была построена в 1906 году на противоположной стороне Хейнсберга, в то время на территории муниципалитета Уд-Валькенбург. Частично неоготическое здание из «лимбургского мергеля» было спроектировано местным архитектором Кристианом Альфонсом Прево по заказу комитета Kurcomité Falcobergia.
В 1922 году семья Шеттерс-Бурс купила башню за 18 000 гульденов. В течение трёх поколений они содержали здесь ресторан. Они провели водопровод, электричество и телефон. На вершине башни была установлена деревянная крыша, которую несколько раз срывало ураганами. В 1930 году по инициативе католического священника Ада Велтерса на шпиле был установлен восьмиметровый бетонный крест с неоновыми огнями.
Во время Второй мировой войны, с мая 1940 года и до конца войны, Нидерланды были оккупированы войсками вермахта, которые приказали не включать неоновые огни на кресте. В сентябре 1944 года здание было повреждено в результате взрыва гранаты. Башня была восстановлена в 1947 году. Летом 1948 года во время грозы в крест ударила молния. В 1950 году неоновая подсветка была восстановлена, но вызвала проблемы. С 1954 года на башню можно было подняться на кресельном подъёмнике из Неерхема в центре Валкенбурга.
В 1968 году бетонный крест, который не освещался с 1960 года, был снят. По инициативе Мартина Эрлингса в 1969 году была начата кампания по финансированию строительства нового креста. Алюминиевый крест был установлен 11 февраля 1972 года. В 1989 году была проведена масштабная реставрация всего здания. С 1997 года кафе и ресторан находятся в ведении семьи Геенен. На прилегающей территории находится парк отдыха с подъёмником, позднее появилась санная трасса и карьер Вильгельмины, который сдаётся в аренду для игры в пейнтбол и лазертаг.
Из района Валкенбург в Сиббе на юг ведет дорога через Хойнсбергервег. С 2021 года пешеходная тропа, ведущая к башне, была нарушена. Ремонтные работы были запланированы на 2025 год, но ещё не начались.
Ранним утром 16 марта 2025 года башня Вильгельмины неожиданно обрушилась. В это время она была закрыта для посетителей, никто не пострадал. Сейсмограф KNMI на измерительной станции в Валкенбурге зарегистрировал сигнал в 5:31 утра, который, вероятно, связан с обрушением. О том, что грунт на Хойнсберге нестабилен, было известно, что стало одной из причин отказа от плана строительства колеса обозрения в непосредственной близости. Муниципалитет планирует восстановить башню с помощью краудфандинговой кампании.

## Описание
Семиэтажная башня из мергеля имела прямоугольную планировку, верхние этажи были восьмиугольными. Фасад был разделён окружающими карнизами. Её поддерживали четыре контрфорса, на которых были установлены каменные соколы. Он имел остроконечные арочные стальные окна. На третьем этаже фасад украшали четыре горгульи. Восьмиугольная смотровая площадка была сделана из бетона и имела шатровую крышу, увенчанную алюминиевым крестом.